# جامعه علمی آزمایشگاهیان ایران
جامعه علمی آزمایشگاهیان ایران نهادی است غیردولتی که متخصصان علوم پایه پزشکی را گرد هم آورده و هم راستای انجمن‌های علمی در این زمینه گام برمی‌دارد که از اوایل سال ۱۳۸۱، با حضور و مشارکت بیش از ده انجمن علمی علوم پایه پزشکی و آزمایشگاهی کشور ایده تأسیس آن مطرح شد و پس از برگزاری جلسات متعدد بحث و تبادل‌نظر، اساسنامه جامعه علمی آزمایشگاهیان ایران، تهیه و به وزارت بهداشت، درمان و آموزش پزشکی ارسال گردید. پس از تصویب اساسنامه، در سال ۱۳۸۳ جامعه علمی آزمایشگاهیان ایران تشکیل شد. همچنین یکی از وظایف و برنامه‌های مهم جامعه، بازیابی جایگاه ویژه آزمایشگاهیان در هیئت مدیره سازمان نظام پزشکی است. هر ساله به همت جامعه علمی آزمایشگاهیان ایران و دیگر مراجع کنگره‌های بین‌المللی آزمایشگاه برگزار می‌شود.

## اهداف جامعه
این جامعه فعالیت‌های وسیعی در خصوص دانشجویان و شناسایی دانشجویان برگزیده و قدردانی از زحمات و تلاش آنان دارد. و فعالیت گسترده‌ای را در خصوص مسائل صنفی آزمایشگاهیان انجام داده‌است.
- ایجاد ارتباط علمی، فنی، تحقیقاتی، آموزشی و تبادل نظر بین محققان، متخصصان و سایر کارشناسان مرتبط.
- همکاری با وزارت بهداشت، درمان و آموزش پزشکی، دانشگاه‌ها و مؤسسات آموزشی و پژوهشی و سایر مراکز و نهادهای مرتبط.
- پیگیری و دفاع از حقوق آزمایشگاهیان و تلاش جهت اعتلای نقش آن‌ها در جامعه پزشکی
- طرح و پیشنهاد معیارهای ارائه خدمات آزمایشگاهی و برنامه‌ریزی برای تضمین و ارتقاء کیفیت خدمات در راستای استانداردهای علمی بین‌المللی.
- ایجاد زمینه‌های همکاری و هماهنگی لازم بین متخصصین رشته‌های مختلف آزمایشگاهی و سایر همکاران حرفه پزشکی و عدم مداخله در منازعات صنفی آزمایشگاهی.
- تهیه، تدوین و انتشار علمی و تحقیقاتی
- برنامه‌ریزی و برگزاری دوره‌های آموزشی و همایش‌های علمی مشترک
- تهیه و پیشنهاد طرحهای تحقیقاتی مشترک
- برقراری ارتباط با مراجع علمی- تحقیقاتی جهان[۲]

## همکاران جامعه
برای تأسیس جامعه انجمن‌های علمی علوم پایه پزشکی و آزمایشگاهی کشور مشارکت داشته‌اند که به قرار زیر می‌باشد:
- انجمن ایمونولوژی و آلرژی ایران
- انجمن بیوشیمی جمهوری اسلامی ایران
- انجمن سم‌شناسی و مسمومیت‌های ایران
- انجمن علمی انتقال خون ایران
- انجمن علمی انگل‌شناسی ایران
- انجمن علمی میکروب‌شناسی ایران
- انجمن عناصر کمیاب ایران
- انجمن فیزیولوژی و فارماکولوژی
- انجمن ویروس‌شناسی ایران
- انجمن ژنتیک پزشکی ایران
- انجمن علمی قارچ شناسی پزشکی ایران